# Neolasia klettii
Neolasia klettii är en tvåvingeart som först beskrevs av Osten Sacken 1875.  Neolasia klettii ingår i släktet Neolasia och familjen kulflugor. Inga underarter finns listade i Catalogue of Life.